# تگوئلا
تگوئلا (به لاتین: Téguéla) یک منطقهٔ مسکونی در ساحل عاج است.